# Michail Iossifowitsch Nossyrew
Michail Iossifowitsch Nossyrew (russisch Михаил Иосифович Носырев; * 28. Mai 1924 in Leningrad; † 28. März 1981 in Woronesch) war ein russischer Komponist.

## Leben
Der aus kosakischer Familie stammende Nossyrew – der Vater war Dirigent und verstarb bereits 1929 – begann 1941 ein Musikstudium am Konservatorium Leningrad.
Im September 1943 wurde Nossyrew im belagerten Leningrad – aus einer Operettenaufführung heraus, an der er als Geiger mitwirkte – verhaftet. Gemeinsam mit seiner Mutter und seinem Stiefvater wurde er konterrevolutionärer Agitation bezichtigt und zum Tod durch Erschießen verurteilt. Das Urteil wurde Ende 1943 für alle drei in 10 Jahre Straflager umgewandelt. Die Jahre von 1943 bis 1953 in den Lagern von Workuta überlebte sein Stiefvater nicht, während Nossyrew und seine Mutter diese Zeit überstanden. 1988, sieben Jahre nach dem Tod Nossyrews, widerrief das oberste Gericht der UdSSR das Urteil und rehabilitierte Nossyrew vollständig.
Nach der Entlassung aus der Lagerhaft wirkte Nossyrew als Dirigent, zunächst in Workuta und Syktywkar, und von 1958 bis 1981 an der Oper in Woronesch. Eine Mitgliedschaft im sowjetischen Komponistenverband wurde ihm zunächst verweigert und erst durch Fürsprache von Dmitri Schostakowitsch, der Werke von Nossyrew (unter anderem dessen 1. Sinfonie) gehört hatte, 1967 ermöglicht. 

## Werk
Nossyrew hinterließ u. a. 4 Sinfonien, je ein Konzert für Violine, Violoncello und Klavier, Ballette und Kammermusik (darunter 3 Streichquartette). Seine Musik ist durch genaue Kenntnis des Orchesterapparates gekennzeichnet (im Straflager von Workuta befand sich ein Exemplar der Instrumentationslehre von Nikolai Rimski-Korsakow, das er während seiner Haft intensiv studierte). In den Sinfonien wechseln – bei insgesamt pessimistischer Grundhaltung – asketisch erscheinende, bis zur Einstimmigkeit reduzierte Passagen mit gewaltigen, bedrohlich wirkenden Steigerungen. Bizarr-groteske Abschnitte zeigen Einflüsse durch Schostakowitsch.
Nossyrew war als Musiker an seinem Wirkungsort Woronesch hoch geachtet, wurde als Komponist zu Lebzeiten in Moskau jedoch kaum, und international überhaupt nicht wahrgenommen. Schostakowitsch schätzte sein Werk (s. o.), und Nossyrew widmete seine 2. Sinfonie (1977) dessen Andenken.